# ボブ・バス
ボブ・バス（Robert Eugene "Bob" Bass、1929年1月28日 - 2018年8月17日）は、アメリカ合衆国のバスケットボールの指導者。オクラホマ州出身。アメリカ男子プロバスケットボールリーグABA、NBAでサンアントニオ・スパーズなどのヘッドコーチを務め、ABA、NBA通算で、レギュラーシーズンでは611試合を指揮し、311勝300敗、プレイオフは41試合、13勝28敗の成績を残した。

## 経歴
オクラホマ・バプティスト大学を卒業後、1967年プロのコーチキャリアをABAのデンバー・ロケッツ（現在のデンバー・ナゲッツ）初代ヘッドコーチでスタートした。その後、ABA、NBAの数チームで、ヘッドコーチを務め、1992年、サンアントニオ・スパーズを最後に引退している。
2018年8月17日、サンアントニオの自宅で死去。89歳没。